# Pelayo Artigas
Pelayo Artigas y Corominas (San Lorenzo de El Escorial, 1875-Soria, 1933) fue un escritor, académico, arqueólogo, historiador, profesor, político y fotógrafo español.

## Biografía
Nació el 26 de abril de 1875 en la localidad madrileña de San Lorenzo de El Escorial.  Artigas, que fue profesor de Matemáticas y ocupó el cargo de concejal del Ayuntamiento de Soria, falleció el 24 de mayo de 1933 en Soria y fue enterrado en el cementerio del Espino. Autor de textos de investigación histórica, también cultivó la fotografía: entre su producción se encuentran diversas instantáneas de Segovia tomadas a comienzos del siglo XX. Llegó a ser nombrado hijo adoptivo de San Esteban de Gormaz, una localidad a la que dedicó sus estudios.